# Anacodon
Anacodon és un gènere extint de mamífers arctocions de la família dels arctociònids que visqueren a Nord-amèrica des del Paleocè inferior fins a l'Eocè inferior, fa entre 50,3 i 61,7 milions d'anys. Se n'han trobat restes fòssils al Canadà i els Estats Units. La seva dentadura, plana i amb l'esmalt crenulat, fa pensar que tenien una dieta omnívora, tot i que amb una preponderància de matèria vegetal. Les espècies d'aquest grup es troben entre els mamífers de dents de sabre més antics coneguts. Haurien recordat els ossos d'avui en dia en el sentit que la seva grandària i corpulència probablement no els impedia enfilar-se als arbres amb facilitat.